# Type 051B (lớp tàu khu trục)

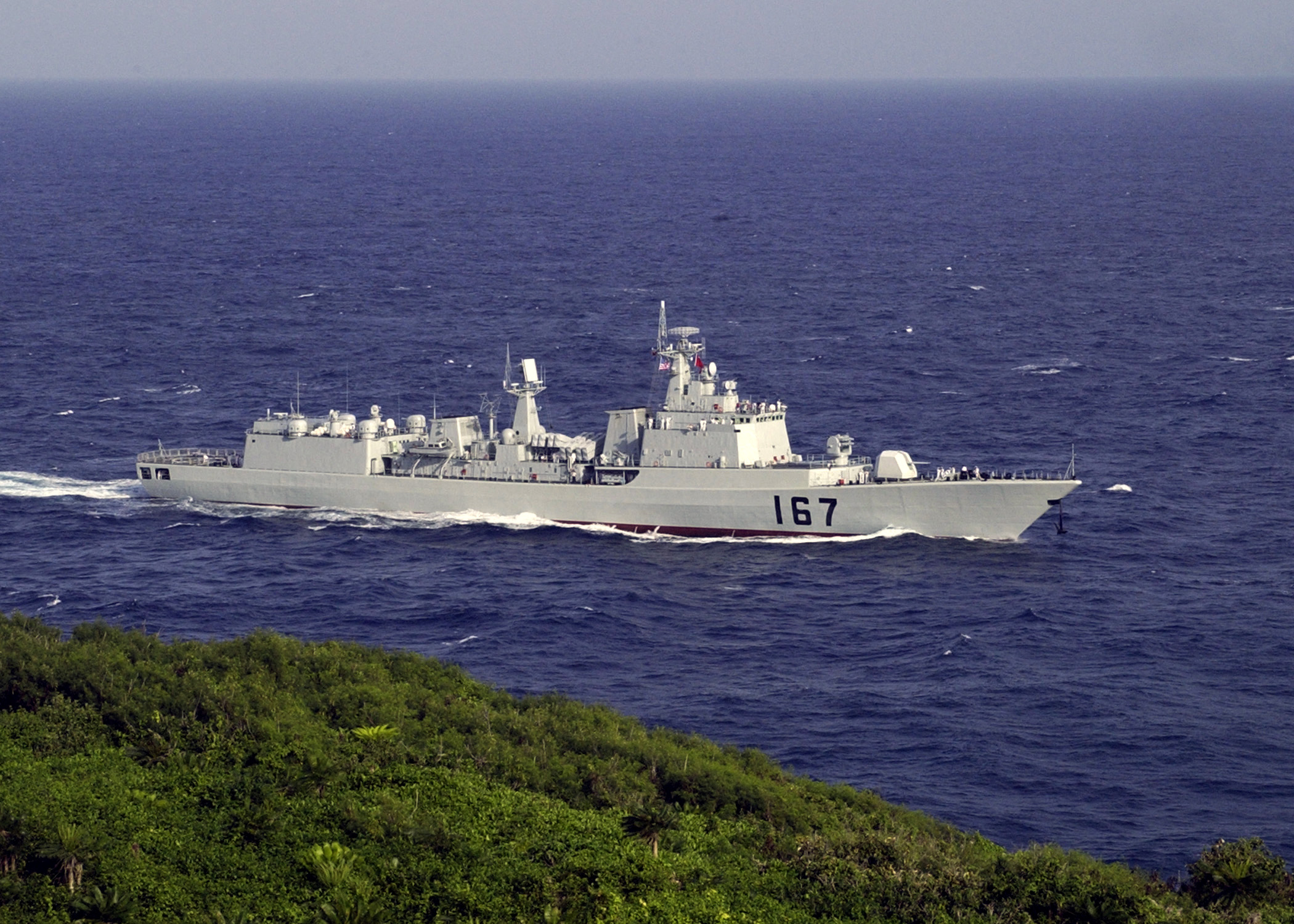
Tàu 167, chiếc duy nhất trong lớp tàu khu trục cùng tên.

Lớp tàu khu trục Kiểu 51B (định danh NATO là Luhai - Lữ Hải) là một lớp tàu khu trục do Cộng hòa Nhân dân Trung Hoa thiết kế và phát triển. Chiếc đầu tiên được đóng tại nhà máy đóng tàu Đại Liên và đưa vào biên chế trong hạm đội Nam Hải, Hải quân Trung Quốc vào năm 1998 với số hiệu 167 Thâm Quyến và trở thành loại tàu chiến có tải trọng lớn nhất từng được chế tạo tại Trung Quốc vào thời điểm đó. Kiểu 51B là một phát triển hiện đại hóa hơn nữa trên cơ sở của tàu khu trục Kiểu 52 lớp Lữ Hộ. Tàu có thiết kế thủy động lực học hoàn toàn mới, hai bên mạn tàu được thiết kế hơi dốc để giảm mặt cắt radar nhằm làm giảm diện tích phản hồi radar RCS.
Tàu có chiều dài 153 mét, rộng 16.5 mét, mớn nước 6 mét, lượng giãn nước 6100 tấn. Biên chế thủy thủ đoàn của tàu là 250 người trong đó có 40 sĩ quan.

## Hệ thống động lực
Tàu được trang bị động cơ diesel kết hợp với hai động cơ tuabin khí GE LM 2500 công suất 55.000 mã lực, hai động cơ diesel MTU 12V 1163TB83 công suất 8840 mã lực. Tốc độ tối đa của tàu khu trục Kiểu 51B được cho khoảng 31 hải lý/giờ, phạm vi hoạt động khoảng 14.000 dặm.

## Cảm biến và radar
Kiểu 51B là tàu khu trục đầu tiên của Trung Quốc được trang bị radar tìm kiếm mục tiêu trên không Type 381, loại radar này được cho là sao chép từ radar Fregat-MAE-5 của Nga. Type 381 là một radar giám sát 3 tọa độ, radar này có thể phát hiện 50 mục tiêu và theo dõi cùng lúc 10 mục tiêu. Type 381 hoạt động ở băng tần C, phạm vi tìm kiếm mục tiêu khoảng 100 km.
Radar khác bao gồm radar 344 MR34 kiểm soát hỏa lực cho tên lửa đối hạm và pháo hạm 100mm, radar 345 MR35 kiểm soát hỏa lực cho tổ hợp tên lửa phòng không HHQ-7, radar tìm kiếm mục tiêu mặt nước Type 360, 2 hệ thống radar 347G dùng kiểm soát bắn cho pháo phòng không 37mm và 2 radar hàng hải Racal Decca RM-1290.
Ngoài ra, tàu còn được trang bị 2 sonar DUBV-23 (SJD-8/9) gắn trên thân tàu cho nhiệm vụ tìm kiếm và tấn công tàu ngầm, sonar kiểu mảng kéo DUBV-43 (ESS-1) và 2 hệ thống phóng mồi bẫy Type 826C (BM-8610).

## Hệ thống dữ liệu chiến đấu
Kiểu 51B được trang bị hệ thống dữ liệu chiến đấu ZKJ-6 với tốc độ xử lý dữ liệu khoảng 10 Mbit/giây. Các máy tính trung tâm tính toán, đánh giá dữ liệu về mục tiêu và phân bố đến các hệ thống vũ khí. Hệ thống có khả năng tìm kiếm và theo dõi nhiều mục tiêu, đánh giá mục tiêu nguy hiểm, tự động phân bổ vũ khí cho mục tiêu. Các hệ thống phụ trợ bao gồm hệ thống liên kết dữ liệu HN-900 được cho là tương đương với Link-11 của NATO và hệ thống liên lạc vệ tinh SNTI-240 SATCOM.
Về hệ thống hỏa lực, tàu có 16 tên lửa chống hạm, 16 tên lửa phòng không, 1 pháo 2 nòng 100 mm, 4 súng cao xạ 2 nòng 37 mm, 6 ống phóng ngư lôi và 2 hệ thống phóng tên lửa chống ngầm, 2 máy bay trực thăng Kamov Ka-28 hoặc Harbin Z-9C.
Sau khi được nâng cấp vào năm 2015, toàn bộ 16 tên lửa chống hạm cận âm YJ-83 đã được thay bằng 16 tên lửa chống hạm siêu thanh YJ-12 mới hơn và nguy hiểm hơn, những tên lửa chống hạm này cung cấp cho khu trục hạm Kiểu 051B năng lực tác chiến cao hơn với tầm bắn lên tới 500 km cùng vận tốc Mach 2-2.5 nếu phóng ở độ cao thấp (độ cao các hộp phóng của khu trục hạm Kiểu 051B).
Tàu 167 từng đi thăm Nhật Bản, Ấn Độ, châu Phi, châu Âu, tham gia chống cướp biển ở vịnh Aden.
Bản mẫu:Các lớp tàu của Hải quân Trung Quốc